# 約翰·威廉·杜雷伯

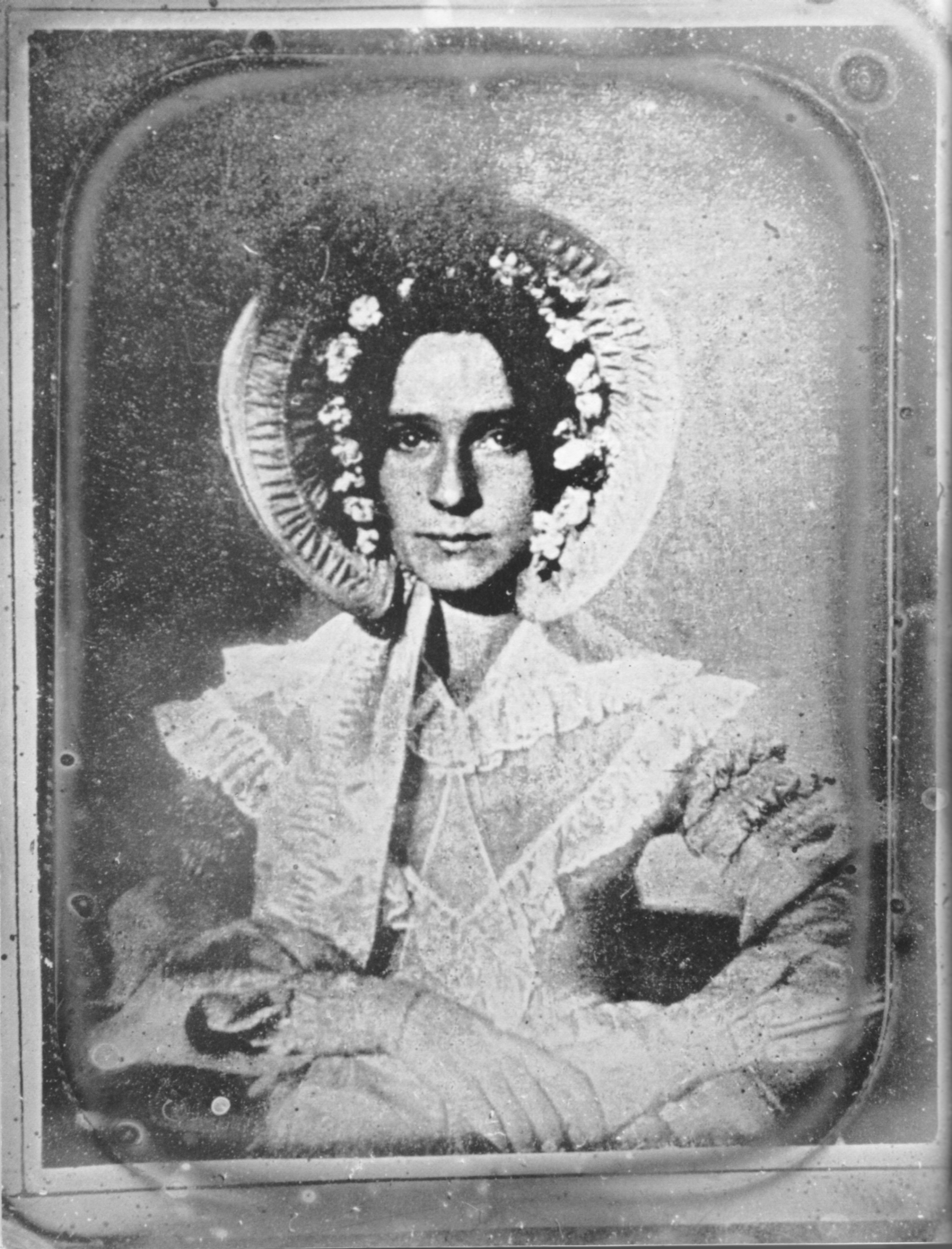
约1840年，約翰·威廉·杜雷伯拍摄的其妹多萝西·凯瑟琳·德雷珀（Dorothy Catherine Draper）的照片

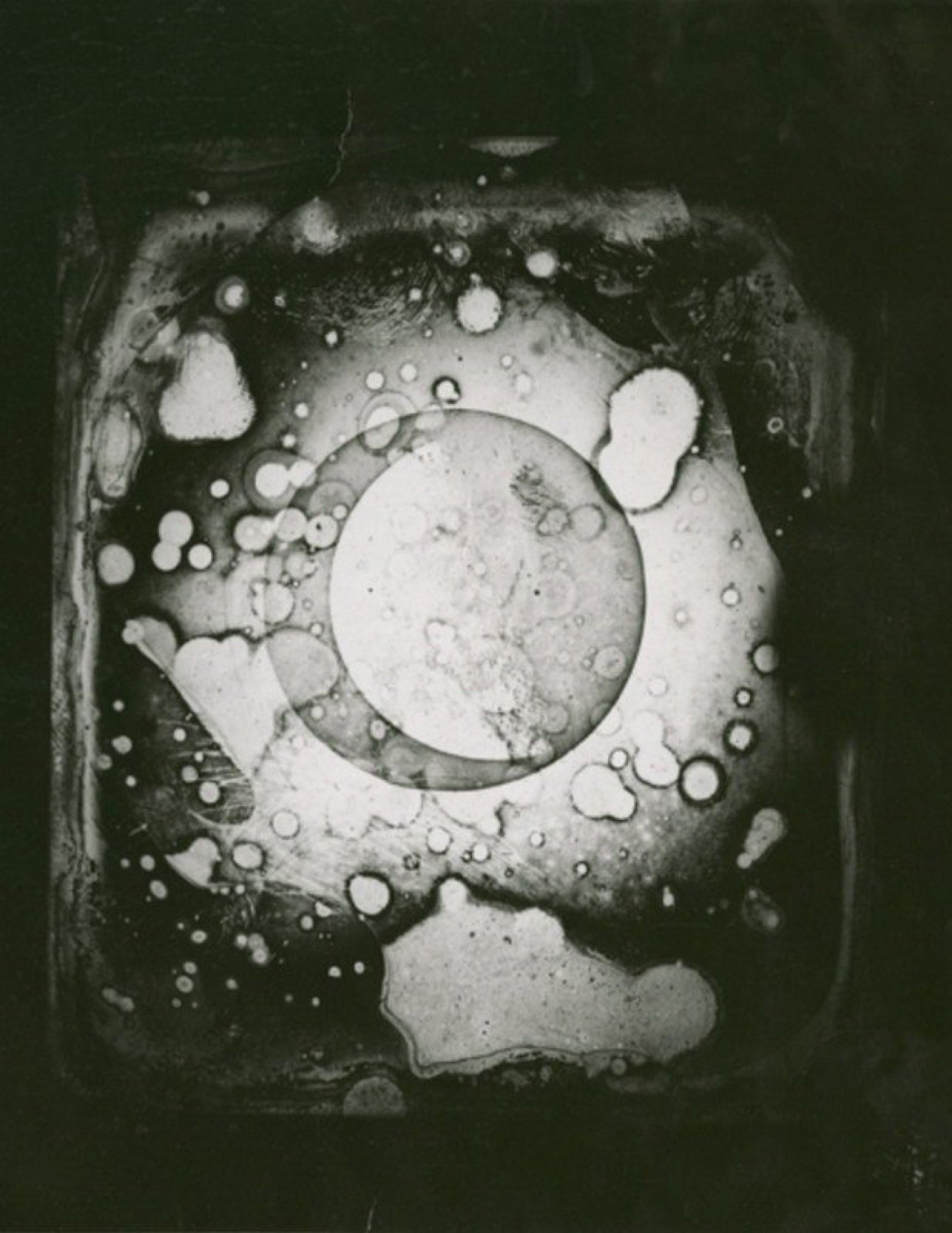
1840年，約翰·威廉·杜雷伯用银版摄影法拍攝的月亮照片

约翰·威廉·德雷珀（John William Draper，1811年5月5日—1882年1月4日）是一位出生于英国的美国科学家、哲学家、医生、化学家、历史学家和摄影师。他曾於1839年至1840年間拍攝了已知的第一张清晰的女性脸部照片，並於1840年拍攝了已知的第一张清晰的月亮照片。他还於1876至1877年擔任美国化学学会第一任主席，並且曾創辦纽约大学医学院。